# Breaca
Breaca ou Breage (em galês:  Breaga, em latim: Briacus, em inglês:  Breage; c. 486, Irlanda ou Dumnônia - século V, Breage, Cornualha) foi uma santa venerada na Cornualha e no Sudoeste da Inglaterra. De acordo com sua hagiografia tardia, ela era uma freira irlandesa do século V ou VI que fundou uma igreja na Cornualha. A vila e a paróquia civil de Breage na Cornualha são nomeadas em sua homenagem, e a Igreja paroquial de Breage é dedicada a ela.
Acredita-se também que Santa Breaca era filha do rei Erec da Dumnônia.